# Chmielniki (Litwa)
Chmielniki (lit. Kmelninkai) − wieś na Litwie, w gminie rejonowej Soleczniki, 1 km na północny zachód od Paszek, zamieszkana przez 19 ludzi. 

## Historia
W czasach zaborów zaścianek w gminie Dziewieniszki, w powiecie oszmiańskim, w guberni wileńskiej Imperium Rosyjskiego. W 1866 roku należał do dóbr skarbowych Trąby, zamieszkiwało tu 45 osób.
W latach 1921–1945 wieś i zaścianek leżały w Polsce, w województwie wileńskim, w powiecie oszmiańskim, w gminie Dziewieniszki.
W 1931 wieś w 4 domach zamieszkiwało 21 osób, zaścianek w 3 domach 21 osób.
Wierni należeli do parafii rzymskokatolickiej w Dziewieniszkach. Miejscowość podlegała pod Sąd Grodzki w Holszanach i Okręgowy w Wilnie; właściwy urząd pocztowy mieścił się w Dziewieniszkach.